# Carlos Clavería Lizana
Carlos Clavería Lizana (Barcelona, 25 de març de 1909 - Oviedo, 16 de juny de 1974) va ser un intel·lectual espanyol membre de nombre de la Reial Acadèmia Espanyola des de 1972 fins al dia de la seva mort. Va ser un especialista en literatura clàssica i autor de diversos textos erudits.

## Biografia
El 1930 es va llicenciar en Dret per la Universitat de Barcelona, institució per la qual va ser becat per estudiar a la Universitat de Múnic fins a 1931. Aquest mateix any i fins a 1937 treballa com a lector de llengua castellana a la Universitat de Marburg, activitat que des de 1933 també va exercir a la Universitat de Frankfurt. En els anys successius també va ser lector de castellà a la Universitat d'Uppsala i d'Estocolm.
El 1945 es va doctorar en Filosofia i Lletres per la Universitat de Madrid i des de 1946 fins a 1955 va exercir com a professor de Llengües Romàniques a la Universitat de Pennsilvània.
Entre 1950 i 1953 va ser catedràtic per oposició de Gramàtica General i Crítica Literària de la Universitat de Múrcia i posteriorment va ser professor de Llengua Espanyola a diverses universitats estrangeres com la de Múnic (1955 a 1960), ciutat en la qual, a més, va ser director de l'Instituto de España, la d'Amsterdam (tardor de 1959) o la de Los Angeles (1960 a 1961).
El 14 de gener de 1971 va ser triat per unanimitat com a membre de nombre de la Reial Acadèmia Espanyola on va ocupar la "butaca T" que havia deixat vacant Manuel Gómez-Moreno.
En la nit del 15 al 16 de juny de 1974 va morir a Oviedo.